# Брец
Брец (итал. Brez) — упразднённая коммуна в Италии, расположена  в автономной области Трентино-Альто-Адидже, подчиняется административному центру Тренто. Ныне является фракцией коммуны Новелла.
По данным Национального института статистики, население коммуны, на 31.12. 2019 года, составляло 739 человек, плотность населения ─ 38,56 чел./км². Коммуна занимала площадь 19,17 км².
Почтовый индекс — 38021. Телефонный код — 0463.
Покровителем коммуны почитается святой Флориан Лорхский, празднование 4 мая.

## История
Муниципалитет Брец был упразднён 1 января 2020 года, с целью создания новой коммуны Новелла. Она была создана путём объединения соседних муниципалитетов Брец, Каньо, Рево, Клоц и Ромалло.

## Демография
Динамика населения:

## Администрация коммуны
- Официальный сайт: http://www.comune.brez.tn.it/